# Claudine Vattier
Pour les articles homonymes, voir Vattier.
Claudine Vattier est une actrice belgo-française, puis adaptatrice de théâtre.
D'origine belge par son grand-père De Brabander, banquier célèbre, elle est la fille de Nicole Vattier, actrice de cinéma d'abord muet, puis parlant.

## Filmographie
- 1963 : L'Eau qui dort (Les Cinq Dernières Minutes no 28) de Claude Loursais : la démonstratrice
- 1979 : O Madiana de Constant Gros-Dubois

## Théâtre

### Comédienne
- 1957 : Le Chevalier d'Olmedo de Lope de Vega, mise en scène Albert Camus, festival d'Angers
- 1958 : Édition de midi de Mihail Sebastian, mise en scène René Dupuy, théâtre Gramont
- 1967 : La Guerre entre parenthèses de Claire-Lise Charbonnier et Georges Feldhandler, mise en scène Guy Kayat

### Metteur en scène
- 1970 : Full up de Guy Foissy,  théâtre Gramont